# Faktótum
Faktótum (anglicky: Factotum, 1975) je druhým románem amerického spisovatele a básníka Charlese Bukowského. Kniha se vyznačuje hovorovým jazykem, vulgarismy, značnou dávkou cynismu i osobitého humoru. Slovo "faktótum" poukazuje na člověka, který dovede vše obstarat. Hank Chinaski projde v knize spoustou zaměstnání, je tedy tím faktótem.
Dílo bylo inspirováno románem George Orwella Na dně v Paříži a Londýně , což je autobiografický záznam Orwellova strádání v Anglii a Francii v době mezi světovými válkami.
Román je věnován Johnu a Barbaře Martinovým, přátelům Charlese Bukowského a zároveň zakladatelům Black Sparrow Press.
Česky knihu vydalo nakladatelství Pragma v roce 1992  a 2002.

## Námět
V osmdesáti sedmi kapitolách vystupuje jako hlavní postava Henry Chinaski, alkoholik, rváč, spisovatel a osoba neustále hledající nová a nová zaměstnání, ze kterých je propouštěna pro svou značnou nespolehlivost. Hrdina knihy (jak je pro autora příznačné) nese značné autobiografické rysy Charlese Bukowského.

## Děj
Děj se odehrává v období druhé světové války, která je zmíněna pouze okrajově, avšak hraje zde zásadní roli. Henry Chinaski má modrou knížku a v období války je mu tak usnadněno získávat práci. Konec války je reflektován jedinou větou, ale důsledky pro hrdinu jsou značné, zhoršuje se totiž možnost získat kvalitní zaměstnání.
Chinaski přijíždí do New Orleans, je přijat do distribuce časopisů a dostává plat 17 dolarů týdně. Když vyslechne rozhovor řidiče, který dostal přidáno, rozhodne se též zažádat o zvýšení platu. Po krátké době ve firmě nemá nárok a tak se rozhodne odejít. Poté si najde jednoduchou práci u jednoho malého vydavatele, odkud je pro nespolehlivost zanedlouho propuštěn. Po železnici se dostane domů do Los Angeles, kde krátkou dobu zůstává bydlet. Otci vadí jeho nezájem o práci a poflakování se po barech. Poté, co musí za syna složit kauci ve vězení, rozhodne se Chinaski opět zvednout kotvy.
Další štací je New York, kde ho vezmou na hůl při prodeji obleku. Vzdá se nebezpečné práce lepení plakátů a reklam na nadzemní dráze a jde pracovat do továrny na psí suchary. Je to náročná dřina, po směně má ruce samou popáleninu a puchýř. Jedné noci si odmítne píchnout kontrolku a odchází.
Ve Filadelfii si oblíbí starý bar s příjemnou atmosférou. V St. Louis si najde podnájem u paní Downingové, kde s ním koketuje mladá dívka Gertruda. Po návratu do Los Angeles se seznámí s Laurou, která přebývá často u Wilbura. Wilbur je mecenáš, který nechává přespat dívky z ulice u sebe a kupuje jim jídlo. Laura seznámí Chinaskiho s Wilburem a dalšími dívkami, Grace a Jerry. Chinaski slíbí Wilburovi, že mu napíše libreto k jeho opeře Císař San Franciska. Jednoho večera se mu podaří na Wilburově jachtě dostat všechny tři dívky během společného popíjení. Pak jim ukáže, jak se hrajou kostky.
Ženou, s níž tráví Chinaski nejvíce času ženou je Jane, také alkoholička.
Děj, respektive jeho zápletka se nijak dramaticky nevyvíjí, jednotlivá zaměstnání, města a ženy se střídají jako na běžícím pásu, aniž by došlo k výraznější proměně. Hlavní postava také neprodělává velký osobnostní vývoj. Primárním cílem Henryho je udržet si společnost a její problémy co nejdál od těla, nejlépe se skleničkou v ruce. Tomuto podřizuje vše - i za cenu ztráty zaměstnání.

## Filmová adaptace
- Faktótum, film v koprodukci USA/Norsko/Francie/Německo režíroval norský režisér Bent Hamer v roce 2005.[4] Hrají Matt Dillon, Lili Taylor, Marisa Tomei, Jim Brockhohn, Chris Carlson, Joseph Courtemanche, Fisher Stevens, Didier Flamand, Adrienne Shelly.